# Ramzan Kadyrov
Ramzan Achmadovitsj Kadyrov (Russisch: Рамзан Ахмадович Кадыров) (Tsentoroj (Tsjetsjenië), 5 oktober 1976) is sinds 15 februari 2007 hoofd van de Tsjetsjeense Republiek, een autonome deelrepubliek van de Russische Federatie en is een vertrouweling van president Vladimir Poetin. Daarnaast leidt hij een zwaarbewapende privémilitie van zogenaamde Kadyrovieten. Deze militie valt formeel onder de Russische Nationale Garde, in de praktijk zijn ze loyaal aan Kadyrov. Kadyrov wordt verantwoordelijk gehouden voor vele mensenrechtenschendingen en oorlogsmisdaden.

## Biografie
Ramzan werd geboren in het Tsjetsjeense dorpje Tsentoroj (ook wel Chosi-Joert genoemd) in 1976. Hij was de tweede zoon in het gezin van vader Achmat Kadyrov en moeder Armani Kadyrov en de jongste in het gezin. Hij heeft twee oudere zussen, zijn broer is overleden. Kadyrov streefde naar het respect van zijn vader, die een imam was. Hij beweert dat hij altijd zijn vader navolgde. Achmad had de oproep tot jihad tegen de Russen gesteund en streed met zijn vader, een gematigde moslimgeestelijke, en zijn privéleger tegen de Russen in de Eerste Tsjetsjeense Oorlog. Beiden kozen uiteindelijk aan het begin van de Tweede Tsjetsjeense Oorlog de kant van de Russen. 

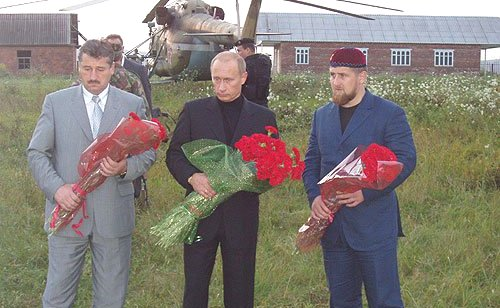
President Aloe Alchanov legt, samen met en Vladimir Poetin en Ramzan Kadyrov, bloemen bij het graf van Achmat Kadyrov in het Tsjetsjeense dorp Tsentoroj (2004)

De redenen hiervoor zijn niet geheel duidelijk, maar feit was dat de toenmalige Tsjetsjeense tegenstand voor Rusland kleinschaliger en radicaler van aard was. Ook kan er een financiële rol hebben meegespeeld, zoals dat het geval was bij Said-Magomed Kakiyev, een andere pro-Russische Tsjetsjeense strijder. 
Nadat de Russische strijdkrachten in juni 2000 de controle over Tsjetsjenië hadden overgenomen, werd vader Achmat Kadyrov door president Poetin benoemd tot hoofd van het bestuur van de Tsjetsjeense Republiek, een interim-overgangsfunctie. Op 5 oktober 2003 werd hij verkozen tot de eerste president van de Tsjetsjeense Republiek. In deze functie bleef hij voornamelijk pro-Russisch. Hij pleitte ook voor tal van amnestiecampagnes voor voormalige rebellenstrijders, die zich mochten aansluiten bij de Tsjetsjeense politie en loyalistische milities, de latere Kadyrovieten. Op 9 mei 2004 kwam zijn vader bij een bomaanslag om het leven. 

### Interim-premier en hoofd van de Tsjetsjeense Republiek
In december 2005, na een ernstig auto-ongeluk van premier Sergej Abramov in Moskou (er werd nog verklaard dat het niet om een terroristische aanslag ging) werd Kadyrov interim-premier van Tsjetsjenië. Hierop liet hij meteen een aantal elementen uit de sharia invoeren, zoals het verklaren van een jihad op 'terroristen', het verbieden van gokken en de productie en het gebruik van alcoholische dranken en het propaganderen van polygamie. In 2006 werd hij door president Aloe Alchanov voorgedragen voor de positie van premier als opvolger van Abramov. In de wandelgangen werd het Tsjetsjeense parlement inmiddels het 'Ramzan-parlement' genoemd  omdat hij feitelijk allang de macht had in het gebied. Tot zijn dertigste kon hij nog geen president worden omdat dertig jaar de minimumleeftijd is voor het bekleden van dit ambt volgens de Tsjetsjeense grondwet. Alchanov en Kadyrov hadden een slechte relatie die mede gevoed werd door Ramzans opvliegende karakter. Dit mondde begin 2006 uit in een gevecht tussen de troepen van beide leiders. Begin februari 2007 kwam Alchanov opnieuw in conflict met Kadyrov, nadat Alchanov de praktijk van Kadyrov om afbeeldingen van zichzelf op te laten hangen op gebouwen die zijn status verheerlijkten, afkeurde als een persoonlijkheidscultus die schadelijk zou zijn voor de republiek. Op 15 februari werd Alchanov daarop vervangen door Kadyrov. Officieel 'op eigen verzoek'. Alchanov verklaarde later dat hij niet van plan was geweest om af te treden.
Op 15 februari 2007, na het bereiken van de leeftijd van 30 jaar, werd hij door president Poetin aangesteld tot hoofd van de Tsjetsjeense Republiek als vervanger van Alchanov.
Begin 2009 verklaarde Kadyrov dat zeven vrouwen die eerder doodgeschoten waren gevonden langs de weg in Tsjetsjenië 'rechtmatig' waren gedood door mannelijke familieleden als onderdeel van de eerwraak. Volgens gerechtsdienaren in Moskou waren er echter geen familieleden bij de moorden betrokken en Tsjetsjeense ooggetuigen verklaarden dat hun families grote begrafenisplechtigheden hielden, wat volgens hen erop zou wijzen dat ze inderdaad geen aandeel hadden in de moorden. Volgens de Novaja Gazeta werkten een aantal van de vrouwen eerder in bordelen, die door Kadyrovs mannen werden bezocht en veel Tsjetsjenen vrezen dat ze zijn vermoord tijdens een politieoperatie. De uitspraak van Kadyrov vormt een zichtbaar kenmerk van het feit dat Russische wetten zich niet altijd uitstrekken tot Tsjetsjenië, waar Kadyrov de facto de belangrijkste leider vormt. Naast het promoten van eerwraak en het onder de man stellen van de vrouw (geen gelijkheid van sekse), riep hij eerder mannen ook op om zo veel mogelijk vrouwen te nemen, hoewel deze zaken allemaal zijn verboden in het Russische rechtssysteem. De Russische regering laat hem echter vrij in zijn handelen, zolang hij de opstandelingen onder controle houdt.
Op 17 april keurde Ramzan een project goed voor de bouw van een presidentieel paleis, een vijfsterrenhotel en recreatievoorzieningen op een stuk grond bij de rivier de Soenzja in het centrum van Grozny. Dit complex zou ongeveer 1,5 miljard roebel (55 miljoen euro) moeten gaan kosten. Twee dagen later, op 19 april, riep hij, in een vergadering met gemeente- en districtshoofden, op om alle vluchtelingenkampen in Tsjetsjenië te sluiten met de verklaring; 'Geen van deze mensen wil naar huis terugkeren. Hun acties zijn politiek getint. Ik zou hen internationale spionnen willen noemen die willen stoken tussen Tsjetsjenië en Rusland, die de situatie in onze regio proberen te destabiliseren.'
Sommige media berichtten dat Kadyrov erin is geslaagd om 'de eerste gecentraliseerde staat in de Tsjetsjeense geschiedenis' te stichten, die in alles onafhankelijk is van Rusland, behalve in naam en die de volledige controle heeft over de gelden die worden gestuurd uit Moskou en over de olie-industrie van de republiek.
Kadyrov wordt verafgood door de volgzame Tsjetsjeense media en elke beweging die hij maakt, wordt weergegeven in lokale tv-uitzendingen.

### Kadyrovtsy
Ramzan leidde de beruchte militie de Kadyrovtsy (officieel: 'antiterreureenheid') in deze Russische autonome republiek met steun van de Russische veiligheidsdienst FSB en had zelfs de beschikking over de legitimatiebewijzen van de dienst. Op 29 april 2004, de dag na zware ongeregeldheden tussen militieleden van Kadyrov en veiligheidstroepen van president Alchanov, liet Ramzan zijn Kadyrovieten officieel ontbinden volgens Russische agentschappen. Kadyrov verklaarde op de Tsjetsjeense televisie: 'Deze structuren bestaan niet langer en degenen die zichzelf Kadyrovtsy noemen zijn bedriegers en moeten worden bestraft overeenkomstig de wet. Twee bataljons troepen van Binnenlandse Zaken, met de codenamen Noord en Zuid, zijn geformeerd uit deze strijders. Ze hebben hun eigen commandanten en generaals en hebben vanaf nu niets meer te doen met Kadyrov.' Hierbij werden ongeveer 8000 militieleden ontslagen. 
Doordat de voormalige Kadyrovieten het gebied voor een deel onder controle hebben gekregen, heeft de federale regering uit Moskou een gedeelte van haar troepen teruggetrokken, daar deze niet meer nodig werden geacht. De in Tsjetsjenië gestationeerde eenheden van het Russische leger klaagden vaak over vernederingen en zelfs gewapende aanvallen op hen door eenheden van Kadyrov. Volgens documenten uit 2006 waren de Russische troepen daardoor grotendeels gedwongen om op hun bases te blijven. 

### Poetin

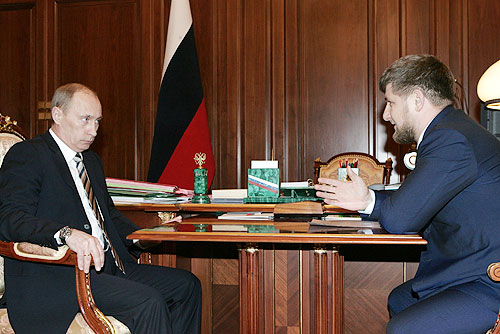
Vladimir Poetin en Ramzan Kadyrov (rechts), 2008

Kadyrov, ook wel 'Poetins bloedhond' genoemd, werd gesteund door president Poetin die hem de medaille voor de hoogste Russische eretitel verleende: Held van de Russische Federatie. Er gingen echter geruchten dat niet-geautoriseerde militaire bewegingen van zijn Kadyrovtsy, die de situatie in het gebied verder onder druk zetten en zijn sympathieën voor het islamisme hem minder populair maakte bij de federale regering in het Kremlin. De Kadyrovtsy raakte bovendien in een machtsstrijd verwikkeld met de Tsjetsjeense krijgsheer Sajed-Magomed Kakiev. Eerdere tegenstanders als Soelim Jamadajev (leider van Bataljon 'Oost' met 1000 man) en Movladi Bajsarov (kleine eenheid van ongeveer 50 man) werden geliquideerd in Dubai respectievelijk Moskou.
Ramzan Kadyrov wordt verantwoordelijk gehouden voor het vermoorden van Poetin-kritische Russische journalisten en oppositieleden die het Kremlin als bedreigend ervaart.
Op 5 oktober 2022 promoveerde Poetin Kadyrov tot de militaire rang van kolonel-generaal.

### Privé-militie
Zijn operaties bleven echter niet beperkt tot Tsjetsjenië; nadat zijn zus Zoelaj Kadyrova was gearresteerd door de Dagestaanse politie van Chasavjoert, trok Kadyrov er met een militie van 150 man heen. Volgens de lokale burgemeester omsingelde hij het 'GOVD'-gebouw van de plaats en dwong de beambten van het gebouw tegen een muur te gaan staan, waarna twee beambten werden geslagen en hij vertrok daarop samen met zijn zus uit het gebouw, waarbij ze 'als overwinnaars in de lucht schoten'. Dit was geen incident; volgens de anti-Kadyrov-oppositie trokken zijn Kadyrovtsy wel vaker de grens over en werd zelfs een onderdeel van zijn 'garde' naar Oezbekistan gezonden om daar mee te helpen bij het neerslaan van de opstand in Andizan. 
In februari 2006 verbood hij mensen met de Deense nationaliteit de toegang tot het gebied in reactie op de Jyllands-Posten-cartoons. Daarbij beschuldigde hij de Denen verder van spionage, waarmee hij de organisatie Deense Vluchtelingenraad, de laatste NGO in Tsjetsjenië, met succes het land uit wist te bannen. Zijn besluit werd echter uiteindelijk door de regering in Moskou teruggedraaid; een zeldzame federale ingreep tijdens Kadyrovs leiderschap over de Tsjetsjeense republiek.
Tijdens de Russische invasie van Oekraïne in 2022 streed de militie van Kadyrov in Boetsja en in de omgeving van  Bachmoet. Volgens de Wagnergroep, ook een Russisch huurlingenleger, is de militie van Kadyrov weinig succesvol. Kadyrovieten die in Syrië aan Wagner-eenheden zijn toegevoegd worden weggestuurd omdat ze tijdens gevechten in paniek raken. 
In november 2022 werd bekend dat Kadyrov kinderen uit bezette Oekraïense gebieden (Loehansk en Donetsk) heeft ontvoerd en naar Tsjetsjenië heeft gebracht voor een militair-patriottische opleiding. Mensenrechtenactivisten zeggen dat hij bezig is met de vorming van een “leger van kindsoldaten”.

### Petitie voor afzetting
In februari 2022 werd een burgerpetitie gelanceerd die de Russische president Poetin oproept Kadyrov uit zijn ambt te ontheffen in verband met de mensenrechtenschendingen die onder zijn bewind plaatsvinden. Dat gebeurde niet, Poetin legde de petitie terzijde en viel op 24 februari 2022 Oekraïne binnen.

## Beschuldigingen van mensenrechtenschendingen
Kadyrov staat aan het hoofd van de beruchte Tsjetsjeense presidentiële veiligheidsdienst en wordt ervan verdacht wreed, meedogenloos en ondemocratisch te zijn:
- Volgens de Duitse mensenrechtenorganisatie Gesellschaft für bedrohte Völker uit Göttingen wordt ongeveer 70% van alle moorden, verkrachtingen, martelingen en ontvoeringen in Tsjetsjenië gepleegd door zijn inmiddels formeel ontbonden ongeveer 10.000 man tellende Kadyrovtsy. Deze paramilitaire groep wordt vaak beschuldigd van het werken als een doodseskader en van ontvoeringen. In een rapport verklaarde de organisatie: 'Hij en zijn handlangers verspreidden angst en terreur in Tsjetsjenië. Ze trekken 's nachts rond als doodseskaders, ontvoeren burgers, die vervolgens worden opgesloten in een martelkamer, verkracht en vermoord'. De Gesellschaft für bedrohte Völker noemt hem een 'oorlogscrimineel' en stelt dat Kadyrov zelf persoonlijk betrokken was bij verscheidene gevallen van marteling en moord.
- Anna Politkovskaja van de Novaja Gazeta heeft verklaard dat ze video's heeft toegestuurd gekregen met daarop een man die qua uiterlijk sterk op Kadyrov lijkt en gaf daarbij de verklaring 'Daarop stonden de moorden op federale militairen door de Kadyrovtsy, en ook ontvoeringen onder leiding van Kadyrov' en verklaarde dat dit genoeg bewijs zou zijn om Kadyrov op te sluiten.[10]
- Een onderzoeker van de NGO Memorial verklaarde: 'Gezien het bewijs dat we hebben verzameld, is er bij ons geen twijfel dat de meeste van de misdaden die nu worden gepleegd in Tsjetsjenië het werk zijn van de mannen van Kadyrov. Er is ook geen twijfel in onze hoofden dat Kadyrov persoonlijk heeft deelgenomen in het slaan en martelen van mensen. Wat zij doen, is pure wetteloosheid. Om het nog erger te maken zitten ze ook achter mensen aan die onschuldig zijn, wier namen werden gegeven door iemand die werd doodgemarteld.'
- Er gaan geruchten dat Kadyrov zijn eigen privégevangenis heeft in zijn thuisbolwerk Tsentoroj ten zuidoosten van Grozny, waarvan hij de gevangenen gebruikt als boksballen. Tsentoroj zelf heeft hij laten omringen door mijnenvelden en controleposten. Op 2 mei 2006 verklaarden afgevaardigden van de commissie voor het voorkomen van martelingen van de Raad van Europa (CPT) dat ze werden tegengehouden toen ze het bolwerk wilden binnengaan.
- Volgens het rapport Unofficial Places of Detention in the Chechen Republic van het Helsinki Comité voor Mensenrechten van 15 mei 2006 bestaan er veel illegale plaatsen in Tsjetsjenië waar mensen worden opgesloten, waarvan de meeste in handen zijn van de Kadyrovtsy. In het dorp Tsentoroj, waar zich het hoofdkwartier van de Kadyrovtsy bevindt, zouden er ten minste twee gevangenissen zijn. Een ervan bestaat uit betonnen bunkers of pillboxen en ontvoerde familieleden van Tsjetsjeense opstandelingen, zoals ouders, vrouwen, broers en zelfs kinderen worden er gevangen gehouden als gijzelaars. De tweede gevangenis ligt in de tuin van Ramzan Kadyrov of in de directe buurt daarvan.[11]
- De krant Novaja Gazeta berichtte in 2017 over een Tsjetsjeens 'concentratiekamp' voor homoseksuelen, waar foltering en moord zouden plaatsvinden. Uit woede over dit nieuws, niet over de misdaden, riepen mannen destijds in de grote moskee van Grozny op journalisten te doden. Het Openbaar Ministerie meldde later dat er geen bewijzen zijn van bedreiging tegen de krant.[12]

## Sancties
In februari 2022 werd Kadyrov toegevoegd aan de sanctielijst van de Europese Unie omdat hij "verantwoordelijk is voor het actief ondersteunen en uitvoeren van acties en beleid die de territoriale integriteit, soevereiniteit en onafhankelijkheid van Oekraïne ondermijnen en bedreigen, evenals de stabiliteit en veiligheid in Oekraïne".

## Trivia
- Kadyrov staat er bekend om dat hij als huisdier een leeuwenjong had, dat hij kreeg bij de geboorte van zijn eerste zoon. Ook zou hij een tijger en een aantal vechthonden hebben. Eerder had hij ook een wolf en een beer.
- Toen zijn eerste zoon werd geboren in november 2005 kreeg heel Tsjetsjenië een openbare vrije dag, die werd gemarkeerd door machinegeweervuur gedurende de hele nacht, dat burgers deed schuilen in hun kelders.
- Kadyrov bezit een aantal zwarte Hummers, die blikvangers zijn binnen Tsjetsjenië.
- Hij volgde slechts enkele jaren van de basisschool. Toch is hij erelid van de Russische Academie van Wetenschappen.
- Onder de bedrijven die Kadyrov bezit, zijn een boksclub genaamd 'Ramzan' en het voetbalteam Terek Grozny in de Tsjetsjeense hoofdstad Grozny. De controversiële voormalige Amerikaanse bokser Mike Tyson was zijn gast bij een bokswedstrijd die was georganiseerd door Kadyrov in Goedermes.
- Kadyrov bewondert Sjamil Basajev openlijk als een 'groot krijger'. Hij zou hem willen zien en persoonlijk willen verslaan. Kadyrov zou volgens de St. Petersburg Times naar verluidt geen respect hebben voor de historische held van Tsjetsjenië, imam Sjamil, omdat hij zich uiteindelijk in 1859 had overgegeven aan, zoals Kadyrov zou hebben gezegd, de 'ongelovige honden', waarmee hij de Russen zou hebben aangeduid.[14] Hij lijkt ook te hebben geloofd dat Basajev zich zou verschuilen in de VS en zei dat hij daarheen zou gaan 'om hem te verslaan'.
- In 2005 verklaarde hij dat de 'grootste moskee ter wereld' zou worden gebouwd op de plaats van de verwoeste binnenstad van Grozny. In 2008 opende hij de Hart van Tsjetsjenië-moskee, een van de grootste moskeeën van Europa.
- Kadyrov  heeft ook geld aangeboden aan de noodlijdende Tataarse separatistische beweging VTOC en haar leider Rafis Kasjapov. Kasjapov weigerde met de woorden 'van verraders hoeven wij geen geld'.[15]
- Kadyrov heeft ook verklaard dat Tsjetsjenië binnen een paar jaar 'de rijkste en de meest vreedzame plaats ter wereld' zou zijn en dat de oorlog (Tweede Tsjetsjeense Oorlog) al over zou zijn omdat er zich nog maar 150 'bandieten' zouden bevinden binnen de republiek (de officiële cijfers spreken echter van 700 tot 2000 actieve rebellenstrijders). Ook zouden volgens hem 7000 rebellen zijn overgelopen naar de Russische kant sinds 1999 en zouden de belangrijkste rebellenactiviteiten zich nu buiten Tsjetsjenië bevinden.
- Op 13 maart 2006 publiceerde de Tsjetsjeense opstandelingenwebsite 'Dajmoch' een video van een mobiele telefoon waarop een schijnbaar dronken Kadyrov zich in Moskou bevindt met een aantal prostituees.[16] Deze onduidelijke video, waarop een man, die qua uiterlijk op Kadyrov lijkt, rondhuppelt met een aantal prostituees in een sauna, werd door Kadyrovs helpers afgedaan als 'een provocatie'. De Tsjetsjeense overheid wees de video publiek af en liet naar verluidt een strafrechtelijk onderzoek openen naar het 'in diskrediet brengen van een regeringsfunctionaris'.
- Na het proces rond de moord op de Russische onderzoeksjournaliste Anna Politkovskaja in februari 2009 werd Kadyrov als brein hierachter genoemd.
- Op 3 oktober 2022 liet Kadyrov op Telegram weten zijn tienerzonen van 14, 15 en 18 naar het front in Oekraïne te willen sturen. Hij vindt dat het tijd is dat ze zich bewijzen in een echt gevecht.[17]
- Volgens verschillende bronnen zou Kadyrov in maart 2023 aan nierproblemen lijden na een vermoedelijke vergiftiging. De laatste maanden was hij flink zwaarder geworden en maakt hij een opgeblazen indruk. Wanneer Kadyrov precies zou zijn vergiftigd is niet duidelijk.[18][19]

## Privéleven
Kadyrov is getrouwd en heeft 12 kinderen. Naar verluidt heeft Kadyrov ook een tweede en derde vrouw.